# Hultschiner Damm
Der Hultschiner Damm ist eine zweistreifige Straße im südlichen Bereich des Berliner Ortsteils Mahlsdorf (Bezirk Marzahn-Hellersdorf).

## Lage
Der Verkehrsweg beginnt im Süden als Fortsetzung der Mahlsdorfer Straße im Ortsteil Köpenick. Er kreuzt dort die Waldpromenade, die südlichste Straße in Mahlsdorf. Er verläuft in Richtung Nordost, endet dann nach einigen leichten Schwenks im Norden an der Straße Alt-Mahlsdorf (B 1/B 5) und setzt sich als Hönower Straße fort. Die Hausnummernzählung beginnt am südlichen Ende. Sie folgt dem System der Orientierungsnummerierung: westlich sind die ungeraden Nummern, östlich die geraden Nummern zu finden. Die Zählung endet mit den Nummern 363/364 an der Einmündung in Alt-Mahlsdorf.

## Geschichte
Die Straße entwickelte sich aus historischen Verbindungswegen zwischen den ehemaligen Orten Köpenick und Mahlsdorf. Zuerst hieß sie Cöpenicker Straße, von der 1907 ein Abschnitt ausgegliedert und in Cöpenicker Allee umbenannt wurde. Am 11. März 1937 erhielt der gesamte Straßenzug den neuen Namen Hultschiner Damm nach der Stadt Hultschin (heute: Hlučín) in Schlesien, die 1920 entsprechend dem Versailler Vertrag zur Tschechoslowakei gekommen war.

## Bauwerke und Anlagen

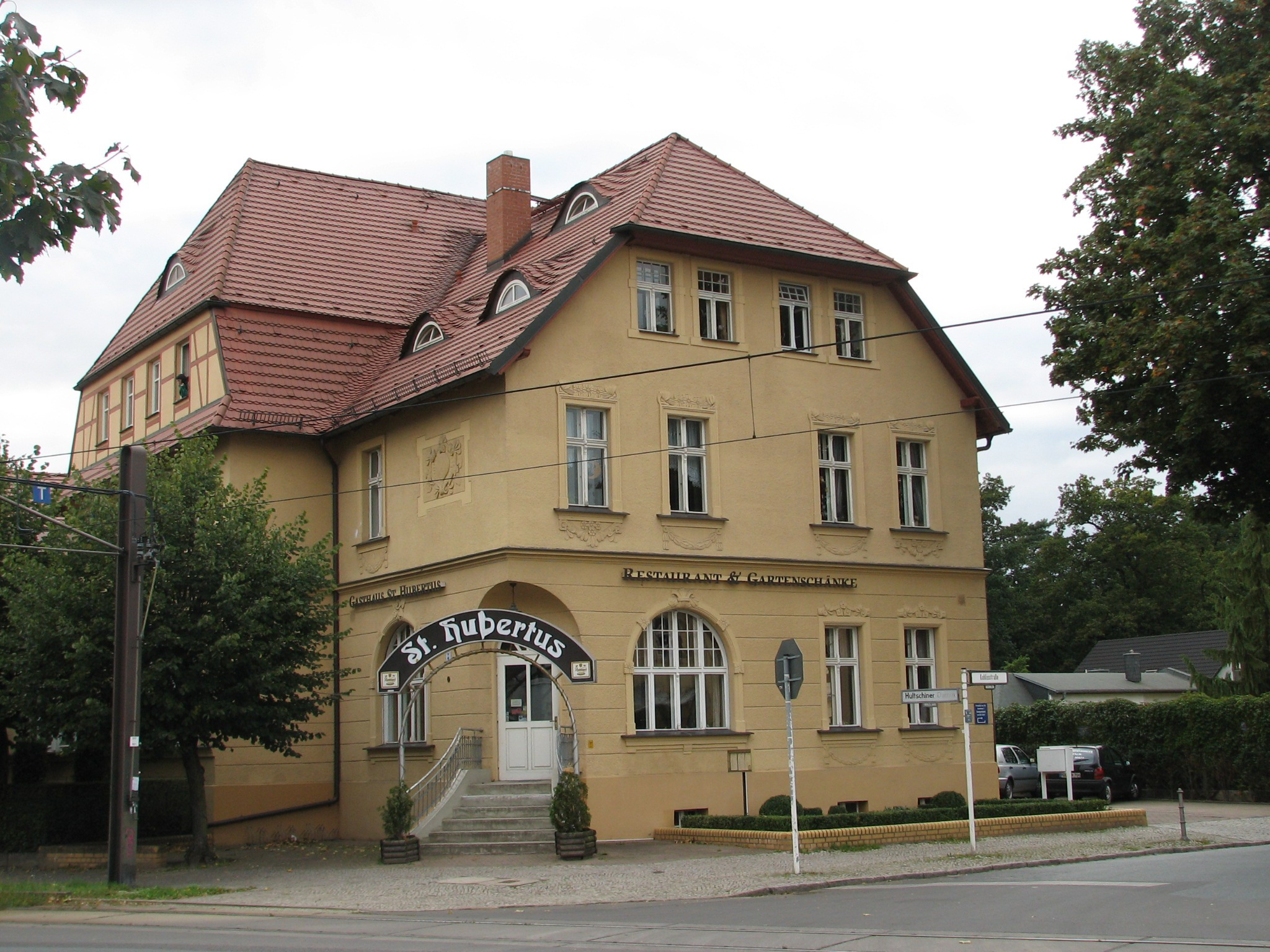
Gebäude Hultschiner Damm 1

Das Gebäude am Hultschiner Damm 1 Ecke Kohlisstraße aus dem Jahr 1905 ist als Baudenkmal erhalten. Es beherbergte seinerzeit das Hotel und Restaurant St. Hubertus, eine von mehreren Ausflugsgaststätten in Mahlsdorf, als der Ort noch Vorort Berlins war. Zu DDR-Zeiten befand sich im Gebäude ein Betriebsteil des VEB Elektromechanik Kaulsdorf, einer Produktionsstätte für Wärmegeräte und Kaffeemaschinen. Im Jahr 1998 wurde das Restaurant St. Hubertus wiedereröffnet. Von September 2017 bis Februar 2018 trug es den Namen Der Alte Fritz. Das Gebäude wird zu einer Kita umgebaut, die im August 2018 eröffnet werden soll.
Am Hultschiner Damm Ecke Paul-Wegener-Straße (Hausnummer 140–142) befanden sich seit 1977 im ehemaligen Kino Lichtburg die Produktionsstudios, in denen über 1000 Filme für die Kindersendung Unser Sandmännchen hergestellt wurden. Das Kino war ursprünglich 1938 eröffnet worden. Seit 2003 befindet sich auf dem Grundstück ein Supermarkt.
Unter der Hausnummer 219 wurde 2000 die Kiekemal-Schule eröffnet. Ihr angeschlossen ist eine größere Sporthalle.
Zwischen Großmannstraße und Goldregenstraße sollen auf einer 72.000 Quadratmeter großen, bisher unbebauten Fläche Wohnungen in Häusern mit bis zu vier Geschossen entstehen.
Am Hultschiner Damm 236 gibt es seit 1997 das Hotel Zum Ziehbrunnen und den Gasthof Gémeskút Csárda mit ungarischer Küche.
An der Ecke Hultschiner Damm/Rahnsdorfer Straße stand seit 1911 das Mahlsdorfer Rathaus. 1943 wurde das Gebäude bei Luftangriffen der Alliierten zerstört. Die Trümmer wurden in den 1950er Jahren geräumt. Heute befindet sich hier ein Recyclinghof der Berliner Stadtreinigung.

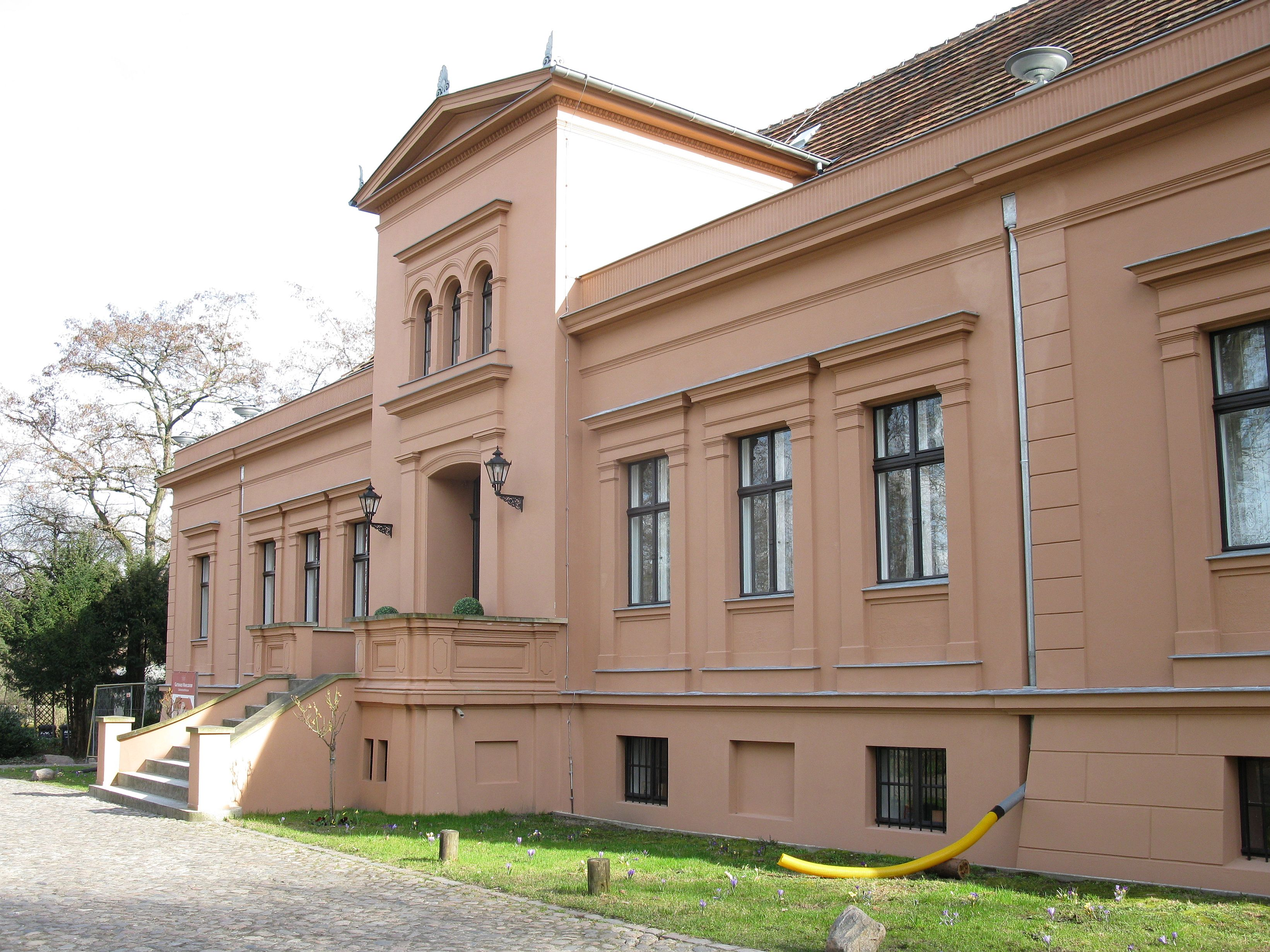
Gründerzeitmuseum

Das bekannteste Gebäude des Straßenzuges ist das frühere Gutshaus Mahlsdorf am Hultschiner Damm 333, das um 1780 als Amtsvorwerksgutshaus der Staatsdomäne Köpenick errichtet worden war. Von seinen nachfolgenden Besitzern wurde es mehrfach umgestaltet, die letzte größere Veränderung erfolgte 1869. In der DDR-Zeit sollte es abgerissen werden, weil die Bausubstanz marode geworden war. Charlotte von Mahlsdorf kämpfte um den Erhalt und erreichte schließlich, dass das historische Bauwerk renoviert und als Gründerzeitmuseum im Gutshaus Mahlsdorf 1960 neu eröffnet wurde. Der umgebende Gutspark ist ein Gartendenkmal.
Das Abfallentsorgungsunternehmen Alba erwarb im Jahr 1991 von der Treuhandanstalt das Gelände des ehemaligen Kombinats SERO am Hultschiner Damm 335 und errichtete dort im Jahr 2005 die modernste Recyclinganlage Europas. Hier wird der Inhalt der gelben Säcke und gelben Tonnen von mehr als sieben Millionen Einwohnern aus der Region Berlin/Brandenburg getrennt und zur weiteren Verarbeitung gepresst.
Das Wohnhaus am Hultschiner Damm 359/361 (1850 fertiggestellt), das um 1885 mit Stallgebäude und Scheune erweitert wurde, steht unter Denkmalschutz.
Nach 1990 wurden am Hultschiner Damm mehrere Supermärkte eröffnet (Hausnummern 47, 75–81, 140–142, 200–204).

## Verkehr
Der Hultschiner Damm wird in gesamter Länge von der Straßenbahn auf einer eingleisigen Strecke mit mehreren Ausweichstellen durchfahren. Vom südlichen Ende der Straße bis zur Einmündung der Rahnsdorfer Straße verfügt sie über einen eigenen Gleiskörper. Die Straßenbahnlinie 62 verkehrt zwischen der Köpenicker Ortslage Wendenschloß und dem S-Bahnhof Mahlsdorf. Seit dem 3. April 2016 befährt auch die Straßenbahnlinie 63 aus Berlin-Adlershof von der südlichen Ortsteilgrenze Mahlsdorfs bis zur  Rahnsdorfer Straße den Hultschiner Damm, sodass montags bis freitags auf diesem Streckenabschnitt erstmals ein 10-Minuten-Takt erreicht wird.
Die Straßenbahnverbindung zwischen Köpenick und Mahlsdorf wurde 1907 von der Städtischen Straßenbahn Cöpenick eröffnet. Die Verlegung der Gleisanlagen geht auf das Engagement des Gemeindevorstehers und einiger Grundbesitzerfamilien in Mahlsdorf zurück. 1996 wurden größere Abschnitte der Gleisanlagen mit einem Rasengleis versehen.
Zwischen Kohlisstraße und Akazienallee befährt die Buslinie 108 (Bahnhof  Lichtenberg–Waldesruh) den Hultschiner Damm.
Verkehrsampeln befinden sich an den Einmündungen der Kohlisstraße, des Erich-Baron-Wegs, der Lutherstraße und an der Kreuzung mit Alt-Mahlsdorf.
Der Kreuzungsbereich mit den auf gemeinsamer Trasse geführten Bundesstraßen 1 bzw. 5 bildet seit einigen Jahren ein Nadelöhr für den stark gestiegenen Kraftfahrzeugverkehr. Ein neuer Streckenverlauf ist zwischen dem Berliner Senat und dem Bezirksamt Marzahn-Hellersdorf umstritten.